# Rolly Tasker
Rolland Leslie „Rolly“ Tasker, AM (* 21. März 1926 in Perth; † 22. Juni 2012 in Mandurah) war ein australischer Segler.

## Erfolge
Rolly Tasker nahm an zwei Olympischen Spielen teil. Bei den Spielen 1956 in Melbourne startete er dabei mit John Scott in der Bootsklasse Sharpie. Zwar waren sie nach der letzten Wettfahrt zunächst auf dem ersten Gesamtrang klassifiziert, nach einem Protest der französischen Crew wurden die topplatzierten Australier jedoch für das letzte Rennen disqualifiziert. Die beiden Neuseeländer Jack Cropp und Peter Mander waren somit punktgleich mit Tasker und Scott, hatten aber drei der sieben Wettfahrten gewonnen, wohingegen die Australier nur zwei Siege einfahren konnten. Aufgrund der größeren Anzahl an gewonnenen Wettfahrten erhielten Mander und Cropp die Goldmedaille, während Tasker und Scott Silber erhielten. Vier Jahre darauf segelte er in Rom im Flying Dutchman, kam mit Ian Palmer aber nicht über den 18. Platz hinaus.
Dazwischen wurde Tasker gemeinsam mit Palmer 1958 am Attersee im Flying Dutchman Weltmeister. 1962 folgte in Sankt Petersburg der Gewinn der Silbermedaille mit Andrew White. Jeweils viermal wurde Tasker australischer Meister mit dem Sharpie und dem Flying Dutchman. Er war zudem bei zahlreichen Hochseeregatten sehr erfolgreich.
Tasker wurde 1996 in die Sport Australia Hall of Fame aufgenommen. 2006 wurde er zum Member des Order of Australia ernannt.
Er betrieb ein Segelmachergeschäft mit dem Namen Rolly Tasker Sails in Phuket, Thailand.
Im April 2008 eröffnete Tasker das Australian Sailing Museum in Mandurah, Western Australia, mit Ausstellungen zu den America’s-Cup-Rennen ab 1851 und berühmten Seglern aus australischen Segelwettbewerben. Zwölf lebensechte Ikonen der Segelwelt sind Teil der Ausstellung, zusammen mit über 200 Modellyachten der Flottenklasse im Maßstab 1 Zoll zu einem Fuß.
Seine Biografie Sailing to the Moon wurde 2008 veröffentlicht. Sie wurde von Roland Perry verfasst und beschreibt Taskers umfangreiche Segel- und Geschäftsaktivitäten.